# مجن (مدينة)
مجن (بالفارسية: مجن) هي مدينة تقع في إيران في Bastam District. يقدر عدد سكانها بـ 5,526 نسمة .